# Pilou Asbæk

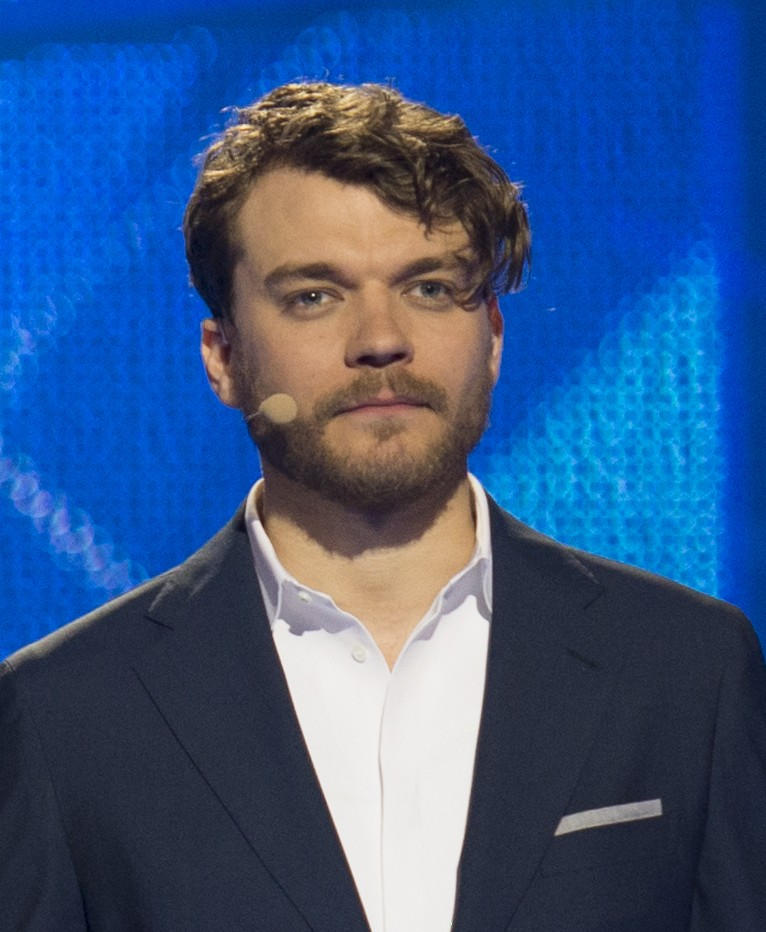
Johan Philip Asbæk i samband med Eurovision Song Contest 2014 i Köpenhamn.

Johan Philip "Pilou" Asbæk, född 2 mars 1982, är en dansk skådespelare.
Asbæk är bland annat känd för en roll som dansk soldat i tv-serien Brottet II samt för rollen som Kasper Juul i tv-serien Borgen. Han har även spelat i långfilmer som Från olika världar (2008) och R (2010).
2014 var han programledare för Eurovision Song Contest i Köpenhamn tillsammans med Nikolaj Koppel och Lise Rønne.

## Filmografi i urval
- 2008 – Från olika världar
- 2010 – Brottet (TV-serie)
- 2010 – R
- 2010–2013 – Borgen (TV-serie)
- 2013 – The Borgias (TV-serie)
- 2013 – Spies & Glistrup
- 2014 – Lucy
- 2014 – 1864 (TV-serie)
- 2014 – Stilla hjärta
- 2015 – Kriget
- 2016 – Ben-Hur
- 2016–2019 – Game of Thrones (TV-serie)
- 2018 – Overlord
- 2020 – Utredningen (TV-serie)